# Вытычно
Вытычно (пол. Wytyczno) — деревня в Влодавском повете Люблинского воеводства Польши. Входит в состав гмины Уршулин. Находится примерно в 24 км к юго-западу от центра города Влодава. По данным переписи 2011 года, в деревне проживало 533 человека.
В 1975—1998 годах деревня входила в состав Хелмского воеводства.

## Население
Демографическая структура по состоянию на 31 марта 2011 года:
|         | Всего | До трудоспособного возраста | Трудоспособного возраста | Старше трудоспособного возраста |
| ------- | ----- | --------------------------- | ------------------------ | ------------------------------- |
| Мужчины | 254   | 45                          | 173                      | 36                              |
| Женщины | 279   | 49                          | 156                      | 74                              |
| Всего   | 533   | 94                          | 329                      | 110                             |